# Formação Santarém
A Formação Santarém é uma sequência de rochas metassedimentares paleoproterozoicas encontrada no centro-sul e centro-leste do estado do Ceará. De acordo com o mapa geológico do Ceará, a unidade se estende dos municípios de Aiuaba a Orós, no sul do estado, e segue no sentido nor-nordeste até Beberibe, tendo aproximadamente 500 km de extensão e 10 km de largura.

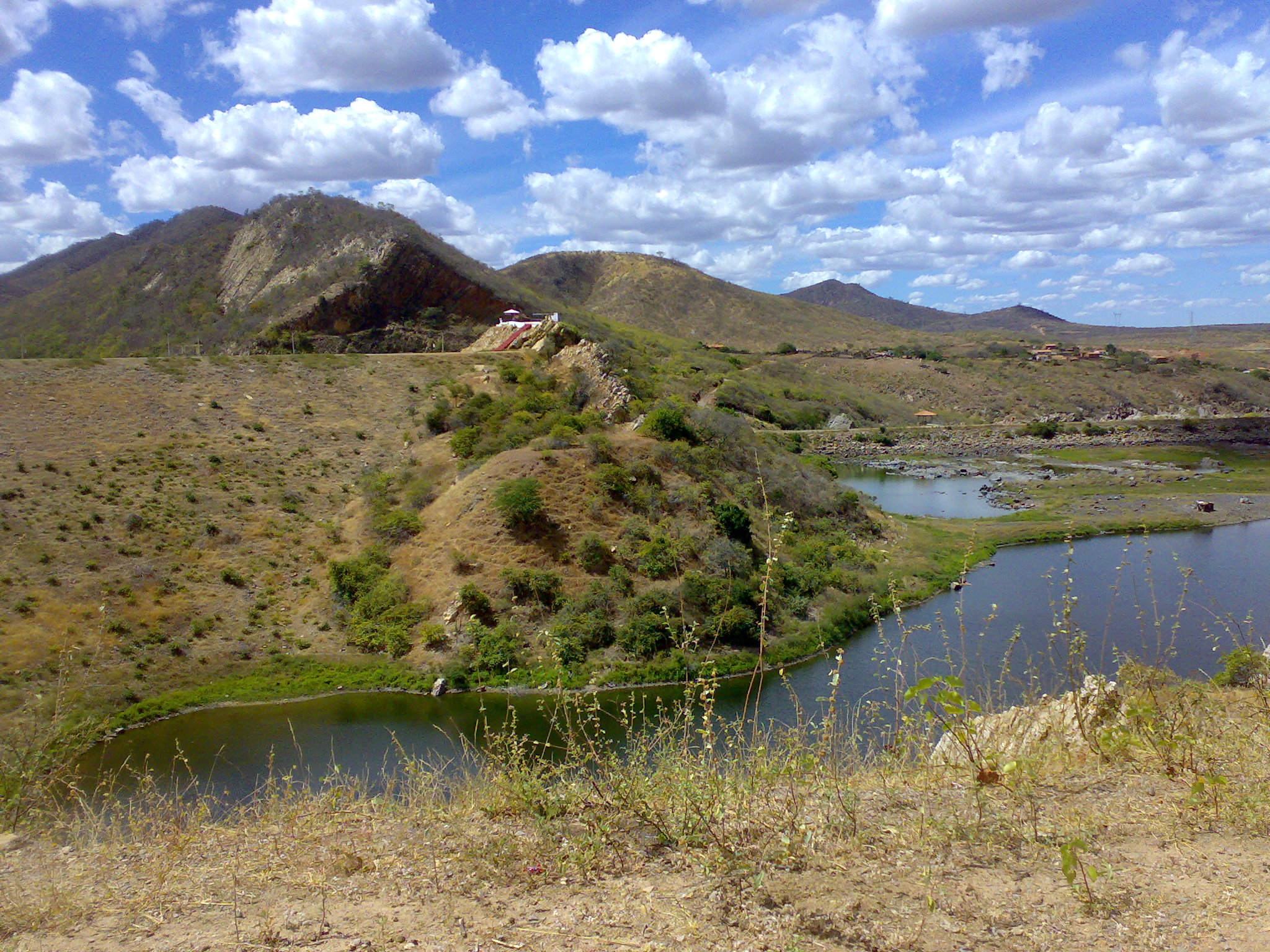
Ao fundo, afloramentos do Grupo Orós, em Orós, CE

## Litologia
É composta por filitos e xistos com granada e estaurolita, além de metagrauvacas, quartzitos, rochas calcissilicáticas, mármores e anfibolitos.

## Geocronologia
Através do método de espectometria de massa em zircões, as rochas da formação foram datadas em 1,7 bilhões de anos, sendo portanto de idade paleoproterozoica.